# Voice of Tibet
Voice of Tibet (VOT) est une station de radiodiffusion internationale norvégienne à destination du Tibet, du Népal, du Bhoutan, de l'Inde et de la Chine. Pour cela elle utilise les ondes courtes.
Elle a été fondée par trois ONG norvégiennes : la Human Rights House of Bergen (en), le Norwegian Tibet Committee et Worldview Rights. Chungdak Koren est une figure clé dans la fondation de Voice of Tibet en 1996 et longtemps membre du conseil d'administration. 
La station commence à émettre en tibétain le 14 mai 1996. La diffusion se faisait par un émetteur situé aux Seychelles appartenant à la Far East Broadcasting Association, une association protestante évangélique américaine, basée en Californie. Désormais la diffusion est réalisée par un émetteur de Douchanbé, au Tadjikistan.
En 1997, Voice of Tibet a déménagé à Dharamsala.
Elle diffuse également des programmes en mandarin. Le programme quotidien est divisé deux parties : un bulletin d'information suivi d'une émission thématique.

## Journalistes
Karma Yeshi est rédacteur en chef de la radio.
Kunsang Paljor a été journaliste (senior reporter) de la radio.